# Reserva índia Santa Clara

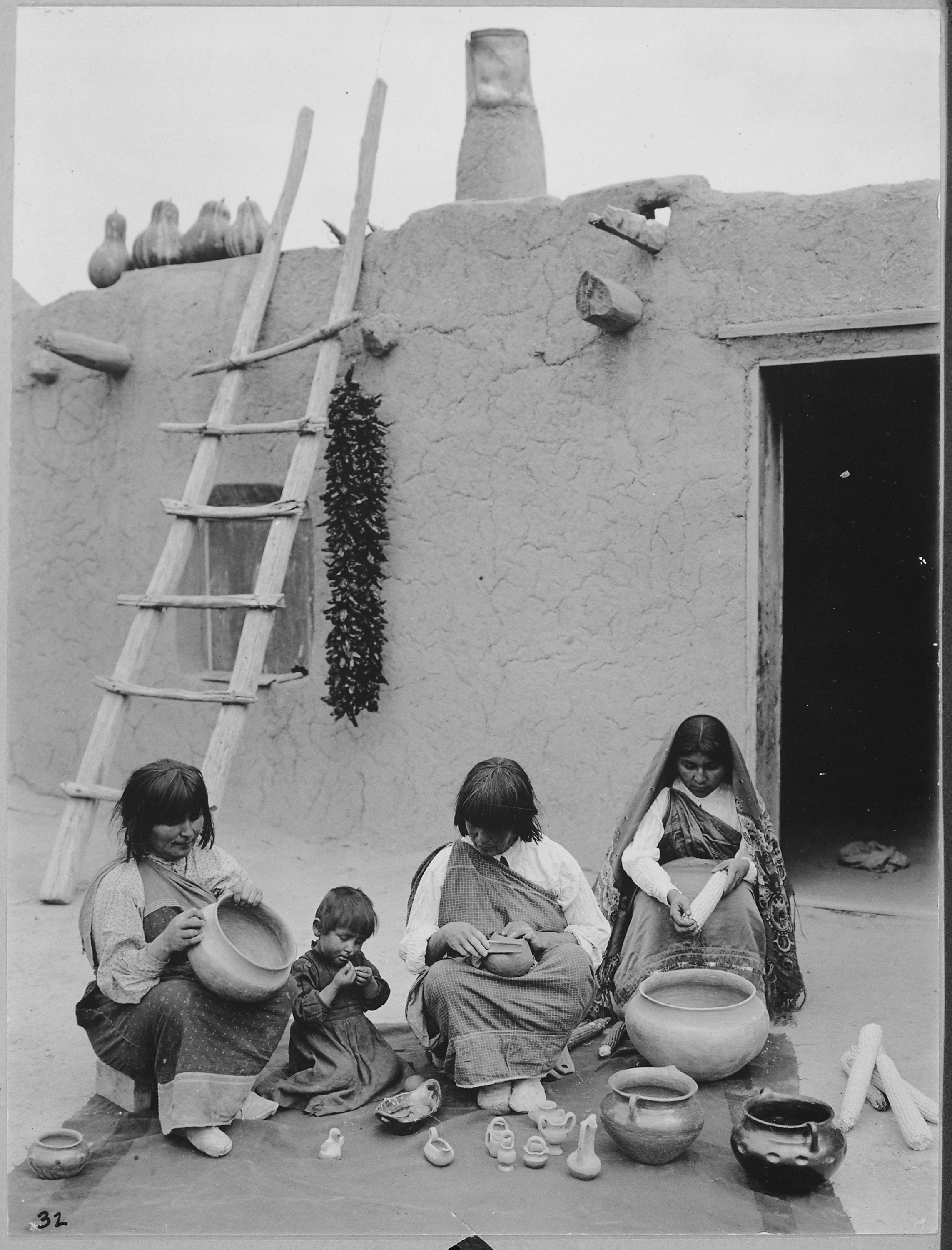
Indis del Pueblo Santa Clara, Nou Mèxic, fent terrissa, 1916

La reserva índia Santa Clara és un reserva índia al centre-nord de Nou Mèxic, Estats Units. És la pàtria d'una branca dels amerindis pueblo. La reserva té una superfície de 198,729 quilòmetres quadrats i es troba al sud del Comtat de Rio Arriba, al nord-est del Comtat de Sandoval i al nord del Comtat de Santa Fe. Inclou la comunitat (cens de població designada) de Pueblo Santa Clara, així com parts d'altres tres comunitats. La població total que viu a la terra de Pueblo Santa Clara segons el cens del 2000 era de 10.658 persones. La major part de la població viu a la cantonada nord-est de la reserva. La comunitat més gran en la reserva és la ciutat d'Española, encara que una part de la ciutat no està en el territori de la reserva.

## Comunitats
- Española (la major part de la població de 5.681)
- Pueblo Santa Clara
- Santa Cruz (part, població 266)
- Sombrillo (part, població 157)